# Bring 'em In
Bring 'em In är den svenska rockgruppen Mando Diaos debutalbum, utgivet 2002 i Sverige och året därpå i USA. Tidigare samma år hade de även släppt Motown Blood EP.
Från albumet släpptes singlarna "Mr Moon", "The Band", "Sheepdog" och "Paralyzed".

## Låtlista
Samtliga låtar skrivna av Björn Dixgård och Gustaf Norén.
1. "Sheepdog" - 3:34
2. "Sweet Ride" - 2:03
3. "Motown Blood" - 2:02
4. "Mr Moon" - 3:30
5. "The Band" - 3:18
6. "To China With Love" - 5:02
7. "Paralyzed" - 4:09
8. "P.U.S.A." - 2:38
9. "Little Boy Jr" - 2:54
10. "Lady" - 2:32
11. "Bring 'em In" - 2:12
12. "Lauren's Cathedral" - 3:59

## Listplaceringar
| Lista (2002–2003) | Topplacering |
| ----------------- | ------------ |
| Sverige           | 5            |